# Patricia Beatriz Tissera
Patricia Beatriz Tissera es una astrofísica argentina. Fue investigadora del Consejo Nacional de Investigaciones Científicas y Tecnológicas (CONICET) y del Instituto de Astronomía y Física del Espacio en donde dirigió el grupo de Astrofísica Numérica. Actualmente se desempeña como profesora en el Instituto de Astrofísica de la Pontificia Universidad Católica de Chile. Entre 2019 y 2022 fue la coordinadora científica de la Red de Científicos Argentinos en Chile del Programa Raíces.

## Trayectoria
Estudió en la Facultad de Matemática, Astronomía y Física (FAMAF) de la Universidad Nacional de Córdoba, donde obtuvo su carrera de grado en 1991 y su doctorado en astronomía en 1995, luego de visitar la Universidad de Oxford en 1994. Una vez finalizados sus estudios realizó sus primeros trabajos posdoctorales en la Universidad de Oxford, el Imperial College of Science, Technology and Medicine y la Universidad Autónoma de Madrid hasta 1997. Luego, en 1998 ingresó como investigadora al Consejo Nacional de Ciencia y Tecnología (CONICET) en Argentina como miembro del Instituto de Astronomía y Física del Espacio (IAFE), donde realizó una larga carrera.
Se desempeñó como investigadora principal en CONICET y como profesora titular del Departamento de Física de la Universidad Andrés Bello (Chile) hasta agosto de 2020, donde lideró la línea de investigación: modelos y simulaciones de formación de galaxias.
Desde septiembre de 2020, es profesora de la Pontificia Universidad Católica de Chile, liderando un nuevo grupo en Astrofísica Numérica. Su línea principal de investigación se enfoca en los procesos físicos que gobiernan la formación y evolución de las galaxias, estudiados a través de modelos y simulaciones numéricas.
Lleva publicados más de 200 artículos científicos en su materia. Es miembro de la Unión Astronómica Internacional y la actual coordinadora científica de la Red de Científicos Argentinos en Chile del Programa Raíces.

## Investigación
Su área de trabajo es la astrofísica numérica, también llamada astrofísica computacional, o cosmología numérica, una rama de la astronomía que se sirve de herramientas informáticas para lograr simulaciones de diferentes regiones del Cosmos. Dentro de este ámbito se especializa en la formación  y evolución de galaxias, y las estructuras mayores de cúmulos. 
El grupo con el que trabajó Tissera en el IAFE, junto a científicos de la Universidad Nacional de Córdoba, desarrolló un modelo numérico para estudiar el enriquecimiento químico del universo.

## Premios y reconocimientos
- 2007: Premio Scopus para Jóvenes Científicos.[4]
- 2007: Premio Houssay en Ciencias Naturales y Exactas.[10][4]
- 2007: Premio Gaviola de la Academia Nacional de Ciencias Argentina.
- 2010: Premio "L'Oréal-Unesco a Mujeres en Ciencia"-Conicet.[11][4][12]
- 2019: Reconocimiento del Ministerio de Relaciones Exteriores y Culto de la Nación Argentina.
- 2022: Premio Dr. Eduardo Charreau a la Cooperación Científico-Tecnológica Regional. Categoría Trayectoria en ciencias exactas, naturales, biomédicas y tecnológicas. OEI-AAPC-AI.[13]